# Incisitermes schwarzi
Incisitermes schwarzi är en termitart som först beskrevs av Banks in Banks och John Otterbein Snyder 1920.  Incisitermes schwarzi ingår i släktet Incisitermes och familjen Kalotermitidae. Inga underarter finns listade i Catalogue of Life.